# Парламентські вибори в Албанії 2009
Парламентські вибори в Албанії пройшли 28 червня 2009 року. На них отримала перемогу коаліція «Альянс за зміни» (Aleanca e Ndryshimit), очолювана Демократичною партією Албанії, яка виграла 70 місць. Об'єднання опозиції «Об'єднання за зміни» (Bashkimi për Ndryshim), яке очолювала Соціалістична партія Албанії, виграло 66 місць. Решта 4 місця завоював «Соціалістичний альянс за інтеграцію» (Aleanca Socialiste për Integrim) під керівництвом Соціалістичного руху за інтеграцію. «Полюс свободи» (Partia Demokristiane e Shqipërisë) навколо Християнсько-демократичної партії Албанії отримав лише 1,82 % голосів і не брав участь у розподілі місць.

## Результати
На виборах перемогла Демократична партія Албанії з її лідером, Салі Берішою (40.18 %).